# Гетероморфоз

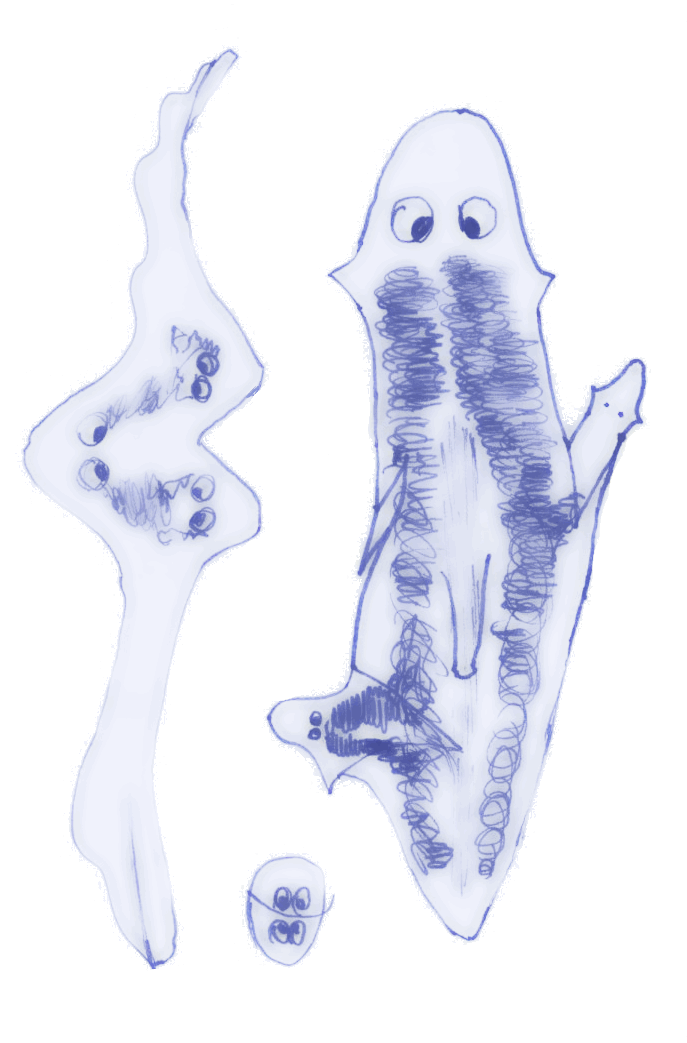
Варіанти гетероморфозу у планарій

Гетероморфоз (від грец. έτερος — інший і грец. morphe — форма) — атипова репаративна (травматична) регенерація видаленого органа, коли відновлений орган не гомологічний заміщеному, або заміщення органа на початку онтогенезу, коли його розвиток відбувається в ненормальному місці або ненормальній формі. Не слід плутати з гомеозисом органу, який означає різку зміну його будови.
Ботаніки Герман Фехтінґ (1878), Карл фон Ґебель (1905) і Ґеорґ Клебс проводили досліди зі «зміни полярності» рослин (зміни напрямка тропізму), коли на місці, де раніше ріс корінь, ріс пагін і навпаки; термін «гетероморфоз» запропонував Жак Леб (1892), який проводив досліди зі «зміни полярності» гідроїдних. Гетероморфоз характерний здебільшого для нижчих організмів (кишковопорожнинні, планарії, кільчасті черви), але зустрічається і в хордових.
Приклади гетероморфозу:
- десятиногі ракоподібні: заміна стебельчатого ока вусиком
- дощовий черв'як: заміна головного кінця хвостом (скривлення полярності)
- Актинії[6]: заміна розрізу другим ротом
- гетероморфоз Ґербста: теорія про те, що замість видаленого органу розвивається орган, властивий предкам тваринного (атавістична регенерація).

Поряд з гетероморфозом замість епіморфоза (гомоморфоза) може розвиватися неповна або надмірна регенерація.